# Denys Forow
Denys Mykołajowycz Forow (ukr. Денис Миколайович Форов; ros. Денис Николаевич Форов; orm. Դենիս Ֆորով; ur. 3 grudnia 1984) – ukraiński, od 2002 roku rosyjski i od 2006 roku ormiański zapaśnik walczący w stylu klasycznym. Olimpijczyk z Pekinu 2008, gdzie zajął siódme miejsce w kategorii 84 kg.
Czternasty na mistrzostwach świata w 2007. Wicemistrz Europy w 2006. Piąty w Pucharze Świata w 2010. Mistrz świata juniorów 2003 i Europy w 2002.
Trzeci na mistrzostwach Rosji w 2006 roku.